# Нагрудні знаки про вищу освіту в СРСР

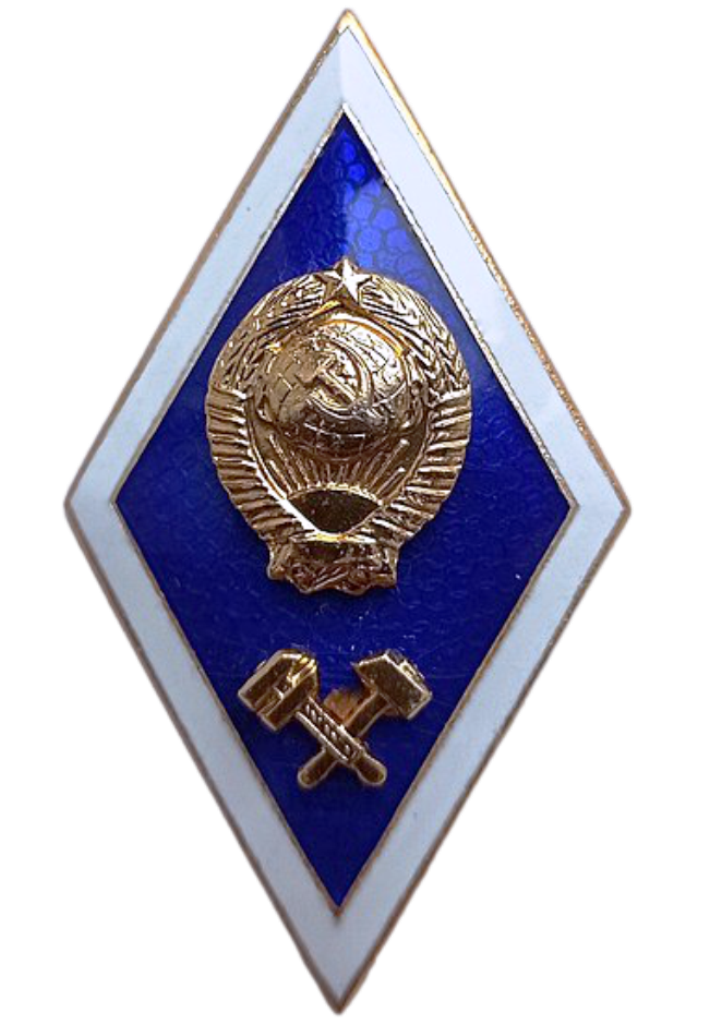
Нагрудний знак. Вища технічна освіта СРСР

Нагрудний академічний знак про вищу освіту в СРСР — спеціальний знак, який вручався випускникам вищих навчальних закладів (ВНЗ) різного профілю в Союзі Радянських Соціалістичних Республік.
Для цивільних ВНЗ ведення таких нагрудних знаків було регламентовано Наказом № 123 від 8 квітня 1961 року Міністерства вищої і середньої спеціальної освіти СРСР рос. «О введении нагрудных академических знаков для окончивших советские высшие учебные заведения».
Витяг з Додатку № 1 Наказу № 123 від 8 квітня 1961 Міністерства вищої і середньої спеціальної освіти СРСР рос. «О введении нагрудных академических знаков для окончивших советские высшие учебные заведения» (мовою орігіналу).
1. Нагрудный академический знак для лиц, окончивших советские высшие учебные заведения, имеет форму слегка выпуклого ромба, покрытого эмалью цвета в зависимости от типа высшего учебного заведения, причём на краю ромба расположены белые эмалевые полоски, окаймлённые золотистыми бортиками.
В верхней части знака на фоне эмали помещается накладное золотистого цвета изображение герба Советского Союза.
В нагрудном академическом знаке университетов накладное позолоченное изображение
герба Советского Союза помещается в центре знака.
В нижней части знака помещается эмблема высшего учебного заведения данного типа.
На оборотной стороне знака имеется винт с гайкой для прикрепления знака к одежде.
Размер знака по вертикали 46 мм, по ширине 26 мм.
Знак изготовляется полированным из томпака с силикатными эмалями.
Такі нагрудні знаки у народі називали «ромб» за їх форму.
Для тих, хто мав вищу освіту по лінії Міністерства оборони СРСР або Міністерства внутрішніх справ СРСР, включаючи академії, теж були нагрудні знаки. Вони були введені відповідними наказами по цим міністерствам і відрізнялися від цивільних «ромбів».
Нагрудний знак — це своєрідний символ отриманих знань, що підтверджує статус його власника. Але люди з «ромбом» — це не представники якої-небудь субкультури. Це звичайні люди, які отримали вищу освіту і право на носіння академічного нагрудного знака.